# 元鷙
元 鷙（げん し、473年 - 541年）は、北魏・東魏の皇族。字は孔雀。華山王。玄祖父は拓跋孤。高祖父は拓跋斤。曾祖父は拓跋楽真。祖父は拓跋陵。父は元肱。

## 経歴
冀州刺史の元肱の子として生まれた。成長すると容貌は魁偉で、腰周りは10囲あった。羽林隊仗副となった。496年（太和20年）、給事中を初任とした。軍功により晋陽男の爵位を受けた。正始年間、直寝に転じた。永平年間、直閤将軍の位を受けた。延昌年間、左軍将軍・龍驤将軍・武衛将軍を歴位した。516年（熙平元年）、散騎常侍・撫巡六鎮大使となった。神亀年間、銀青光禄大夫の位を受けた。520年（正光元年）、金紫光禄大夫の位に進んだ。521年（正光2年）、使持節・都督柔玄懐荒撫冥三鎮諸軍事・撫軍将軍・柔玄鎮大将となった。524年（正光5年）、章武王元融が蜀賊の乱を討って敗北すると、代わって都督・北中郎将となり、征討にあたった。
528年（建義元年）4月、爾朱栄が河陰の変において北魏の皇族や朝士たちを殺戮したとき、元鷙は爾朱栄とともに高台に登ってその様子を眺め、以後は爾朱栄と協力関係を結んだ。征北将軍の位を受け、昌安県開国侯に封じられた。7月、領軍将軍・京畿都督に任じられた。10月、衛将軍の位を受けた。529年（永安2年）5月、元顥が洛陽に迫ると、元鷙は孝荘帝に従って河内に入った。車騎大将軍・儀同三司・中軍大都督の位を受け、華山王に封じられた。11月、散騎常侍・驃騎大将軍・儀同三司に転じた。530年（永安3年）9月、孝荘帝が爾朱栄を殺害すると、元鷙は爾朱兆と通じ、孝荘帝政権の内部にありながら孝荘帝側の軍の動きを妨害した。12月、爾朱兆は洛陽を陥落させ、孝荘帝を連行した。
531年（普泰元年）4月、元鷙は侍中・尚書僕射・驃騎大将軍に任じられた。533年（永熙2年）4月、使持節・侍中・都督徐州諸軍事・驃騎大将軍・徐州刺史に任じられた。535年（天平2年）3月、召還されて大司馬となった。541年（興和3年）6月9日、鄴で死去した。享年は69。仮黄鉞・尚書令・司徒公の位を追贈された。
子の元大器が華山王の爵位を嗣いだが、武定年間に高澄の殺害を謀って失敗し、処刑された。

## 伝記資料
- 『魏書』巻14 列伝第2
- 『北史』巻15 列伝第3
- 魏故仮黄鉞侍中尚書令司徒公都督定冀瀛滄四州諸軍事驃騎大将軍冀州刺史華山王墓誌銘（元鷙墓誌）